# Svenska Nationalsocialistiska Bonde- och Arbetarpartiet

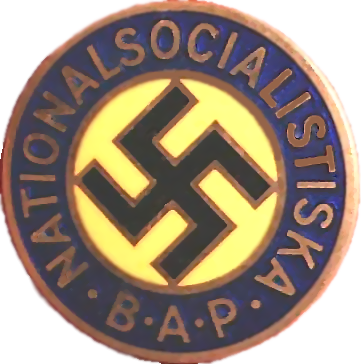
Partisymbol

Svenska Nationalsocialistiska Bonde- och Arbetarpartiet (SNBA) var ett nationalistiskt parti, bildat 1926 av Birger Furugård. 
Furugård och hans bröder Gunnar och Sigurd hade ett par år tidigare bildat Svenska Nationalsocialistiska Frihetsförbundet (SNFf), utan större framgång. SNBA, som var en ren fortsättning på detta parti, gick 1930 ihop med Sveriges Nationalsocialistiska Folkparti (SNFP) och Nysvenska Folkförbundet (NFF) och bildade Nysvenska Nationalsocialistiska Förbundet (NNF).